# Międzynarodowa Bałkańska Liga Koszykówki
Międzynarodowa Bałkańska Liga Koszykówki (oficjalna nazwa:Balkan International Basketball League (BIBL)) – międzynarodowa profesjonalna liga koszykówki zrzeszająca kluby z terenów Półwyspu Bałkańskiego, znana także pod nazwą Ligi Bałkańskiej (Balkan League). Występując w niej zespoły z krajów takich jak: Bułgaria, Macedonia, Czarnogóra, Rumunia, Kosowo, Albania i Izrael.
W lidze występują dwa zespoły z Superligi ETC (Kosowo), trzy z ligi czarnogórskiej, dwa z macedońskiej, jeden z rumuńskiej, bułgarskiej i albańskiej. Faza zasadnicza rozgrywek odbywa się w dwóch grupach, po pięć drużyn. Po trzy czołowe zespoły z każdej grupy kwalifikują się do pierwszej szóstki, z której wyłaniane są cztery najlepsze, które wezmą udział w final four.

## Finały
| Sezon   | Gospodarz             | Hala                                                    | Mistrz              | Wicemistrz          | Wynik       |
| ------- | --------------------- | ------------------------------------------------------- | ------------------- | ------------------- | ----------- |
| 2008–09 | Samokow               | Arena Samokow                                           | Rilski Sportist     | Feršped Rabotnički  | 84–77       |
| 2009–10 | Sofia                 | Universiada Hall                                        | Levski Sofia        | Lovćen              | 77–65       |
| 2010–11 | Kavadarci             | Jasmin Sports Hall                                      | Feni Industries     | Rilski Sportist     | 88–75       |
| 2011–12 | Gan Ner               | Gan Ner Sports Hall                                     | Hapoel Gilboa Galil | Levski Sofia        | 89–84       |
| 2012–13 | Samokow               | Arena Samokow                                           | Hapoel Gilboa Galil | Levski Sofia        | 87–79       |
| 2013–14 | Prisztina             | Pallati i Rinisë dhe Sporteve                           | Levski Sofia        | Hapoel Gilboa Galil | 75–69       |
| 2014–15 | Prisztina Samokow     | Pallati i Rinisë dhe Sporteve Arena Samokow             | Sigal Prisztina     | Rilski Sportist     | 74−72 80–71 |
| 2015–16 | Prisztina BAR         | Pallati i Rinisë dhe Sporteve Sportska dvorana Topolica | Sigal Prisztina     | Mornar              | 82−68 68–75 |
| 2016–17 | Stara Zagora Kumanowo | Obshtinska zala Sports Hall Kumanowo                    | Beroe               | Kumanowo            | 84−55 77−73 |

## Liderzy statystyczni
Na podstawie
| Punkty - 2016 – Marcel Jones (Prizren) – 21,6 - 2015 – Dardan Berisha (Signal) – 24,7 - 2014 – Vukasin Mandic (Kumanovo) – 18,3 - 2013 – Terry Smith (Rilski) – 18,8 - 2012 – Ivan Lilov (Feni) – 18,9 - 2011 – Aleksandar Mladenović (Mures) – 21 - 2010 – Gjorgji Cekovski (Levski) – 23 - 2009 – Corey McCintosh (ChernoMore) – 23,9 | Zbiórki - 2016 – Robert Sampson (Monar Bar) – 9,1 - 2015 – Edin Bavcić (Signal) – 10,1 - 2014 – Savo Djikanović (Teodo) – 10,4 - 2013 – Uros Luković (Kumanovo) – 11,1 - 2012 – Marcel Jones (Zrinjski) – 13 - 2011 – Zeljko Sakić (Siroki) – 9,1 - 2010 – Travis Peterson (Rilski) – 9,6 - 2009 – Ionut Dragusin (CSU Brasov) – 12 | Asysty - 2016 – Tyler Laser (Levski) – 6 - 2015 – Nic Wise (Peja) – 7,7 - 2014 – Samir Shaptahović (Peja) – 5,4 - 2013 – Branko Mirković (Rilski) – 6,9 - 2012 – Branko Mirković (Rilski) – 5 - 2011 – JuJuan Cooley (Mures) – 9 - 2010 – Aleksandar Gruev (Rilski) – 7,2 - 2009 – Charles Jones – (Levski) 5,2 |

| Przechwyty - 2016 – Marcel Jones (Prizren) – 2,6 - 2015 – Milos Latković (Monar) – 2,5 - 2014 – Fred House (Peja) – 2,6 - 2013 – Ivica Dimcevski (Kumanovo) – 1,8 - 2012 – Akeem Scott (Monar) – 2,4 - 2011 – Slobodan Dundjerski (Beograd) – 3,4 - 2010 – Ronald Timus (Steaua) – 2,5 - 2009 – Branko Mirković (Rilski) – 2,9 | Bloki - 2016 – Jason Washburn (Signal) – 2 - 2015 – Uros Luković (Kumanovo) – 2,5 - 2014 – Logan Stutz (Balkan) – 1,8 - 2013 – Uros Luković (Kumanovo) – 2,3 - 2012 – Curtis Kelly (Hapoel) – 1,4 - 2011 – Priest Lauderdale (Levski) – 2,3 - 2010 – Dorde Pantelić (Stjarnan) – 1,6 - 2009 – Toni Simic (Rabotnicki) – 1,3 |